# Mark Grosse
Mark Grosse (* 1. Februar 1999 in Feldbach) ist ein österreichischer Fußballspieler.

## Karriere

### Verein
Grosse begann seine Karriere beim Grazer AK. Im September 2009 wechselte er in die Jugend des SK Sturm Graz, bei dem er ab der Saison 2013/14 auch in der Akademie spielte. Zur Saison 2015/16 wechselte er zu den LASK Juniors. Für diese kam er in zwei Jahren zu insgesamt 46 Einsätzen in der Regionalliga, in denen er ein Tor erzielte. Zur Saison 2017/18 wechselte er nach Deutschland zur U-19 von Hannover 96. Zur Saison 2018/19 rückte er in den Kader der Amateure von Hannover, für die er allerdings nie zum Einsatz kam. Im Jänner 2019 wurde er an die Reserve der SpVgg Greuther Fürth verliehen. Für diese kam er bis Saisonende zu neun Einsätzen in der Regionalliga, in denen er zwei Tore erzielte.
Zur Saison 2019/20 kehrte er nicht nach Hannover zurück, sondern wechselte zurück nach Österreich und schloss sich dem Regionalligisten TuS Bad Gleichenberg an. Für die Steirer kam er bis zum COVID-bedingten Saisonabbruch zu 17 Regionalligaeinsätzen, in denen er ebenso viele Tore erzielte. Zur Saison 2020/21 wechselte er zum Ligakonkurrenten FC Gleisdorf 09. In der ebenfalls abgebrochenen Saison 2020/21 kam er zu 13 Einsätzen für Gleisdorf, in denen ihm acht Tore gelangen.
Zur Saison 2021/22 wechselte Grosse zum Zweitligisten SV Lafnitz. Sein Debüt in der 2. Liga gab er im Juli 2021, als er am ersten Spieltag jener Saison gegen den FC Juniors OÖ in der 70. Minute für Philipp Wendler eingewechselt wurde. Für Lafnitz kam er insgesamt zu 18 Zweitligaeinsätzen, in denen er ein Tor erzielte. Im August 2022 löste er seinen Vertrag bei den Steirern auf und wechselte zum Ligakonkurrenten Kapfenberger SV, bei dem er einen bis Juni 2024 laufenden Vertrag erhielt. Für Kapfenberg kam er zu 25 Zweitligaeinsätzen, in denen er elfmal traf.
Zur Saison 2023/24 zog er innerhalb der Liga weiter zur SV Ried, bei der er einen bis Juni 2025 laufenden Vertrag erhielt.

### Nationalmannschaft
Grosse spielte im April 2014 erstmals für eine österreichische Jugendnationalauswahl. Im März 2018 absolvierte er gegen Schottland sein erstes und einziges Spiel für die U-19-Mannschaft.

## Erfolge
- Bester Spieler der 2. Liga: 2025